# Chikugo (Fluss)
Der Chikugo (japanisch 筑後川, Chikugo-gawa) entspringt beim Berg Aso und fließt durch die japanischen Präfekturen Kumamoto, Ōita, Fukuoka und Saga in die Ariake-See.

## Übersicht
Mit 143 Kilometern Länge ist er der längste Fluss Kyūshūs. Er ist benannt nach der alten Provinz Chikugo, die sein Unterlauf durchfließt. Der Fluss beginnt mit dem Kusugawa, der in den Kujūsan-Bergen entspringt, und dem Ōyamagawa, der in den Bergen des Vulkans Aso entspringt. Sie vereinigen sich in der Hita-Basin zum Mikumagawa. Der fließt in die Tsukushi-Ebene und wird dort zum Chikugo, der in die Bucht von Ariake mündet.
Im Oberlauf verläuft durch ein Forstgebiet, der Mitte- und Unterlauf verläuft durch fruchtbare Reisfelder. Am Fluss werden zwanzig Elektrizitätswerke betrieben, die Industriestadt Kurume liegt am Fluss. Das Wasser wird auch für Bewässerung genutzt. Der Niederschlag im oberen Bereich beträgt jährlich 2000 mm. Der Einzugsbereich umfasst 2860 km².